# Monte Castello (Valle Ellero)
Il Monte Castello (2.217 m s.l.m.) è una montagna delle Alpi Liguri nella sottosezione delle Alpi del Marguareis. 

## Caratteristiche

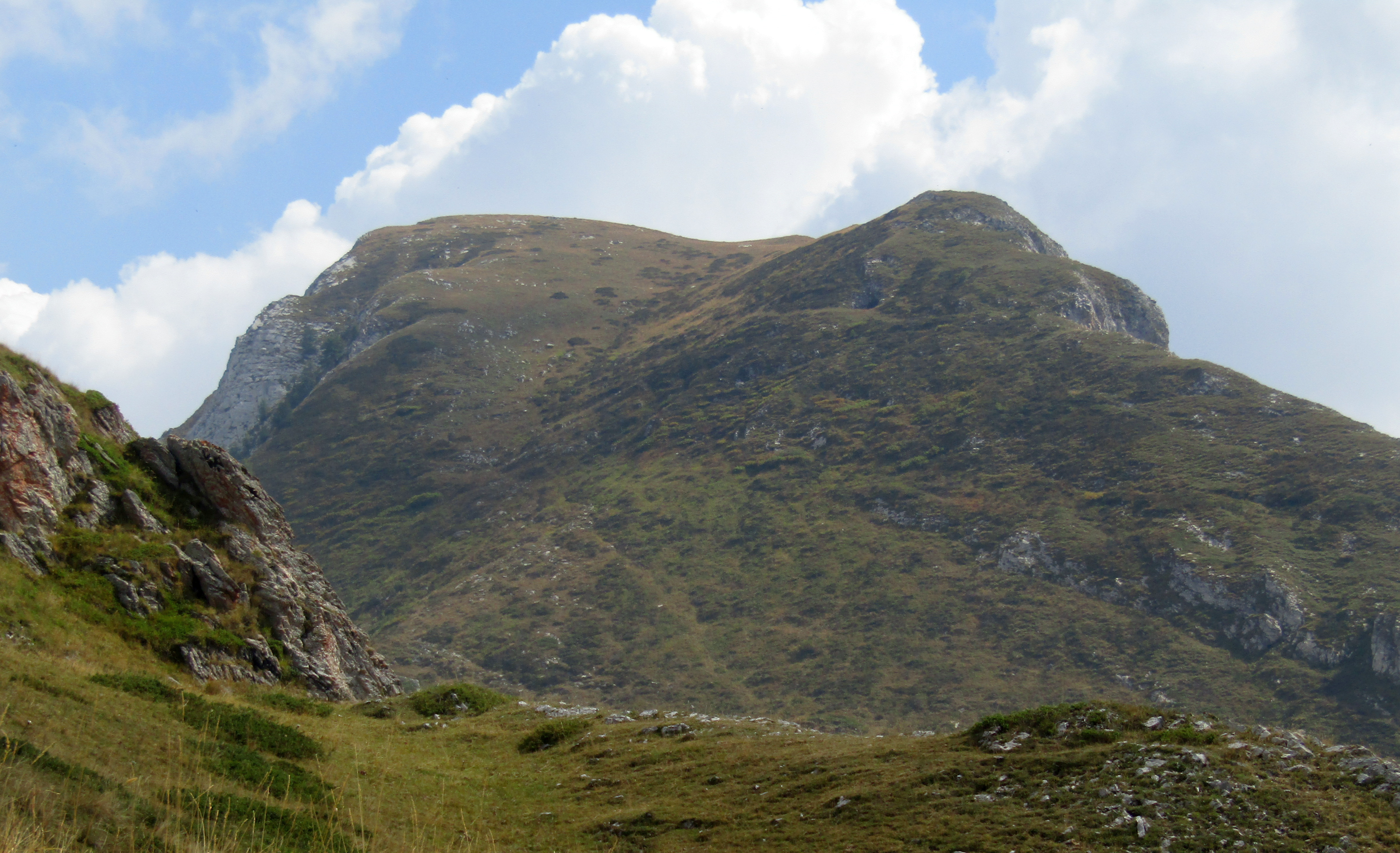
Vista dal crinale nord-ovest

La montagna domina da est Pian Marchisio ed è collocata su una costiera che, diramandosi dallo spartiacque Ellero/Corsaglia poco a nord della Cima Seirasso, divide il solco principale della Valle Ellero dal vallone del Rio Curassa. A sud-ovest un colletto a quota 2.178 m la divide dalla già citata Cima Seirasso, mentre verso nord-est il crinale prosegue con la Colla Rossa (1.956 m) e il Monte Grosso. Il Monte Castello ha pendii in parte prativi e in parte, specialmente sul versante affacciato sulla Valle Ellero, costituiti da ripide parteti di roccia calcarea. Sul punto culminante, preceduto da alcune elevazioni secondarie, si trova un piccolo ometto in pietrame. La prominenza topografica della montagna è di 39 metri.

## Geologia
Sul Monte Castello è presente una grotta naturale, profonda una ventina di metri e caratterizzata dalla presenza al proprio interno di ghiaccio e neve per tutto l'anno, anche nel pieno dell'estate. La cavità venne cartografata nel 1962 da alcuni membri del Gruppo Speleologico Piemontese.

## Salita alla vetta

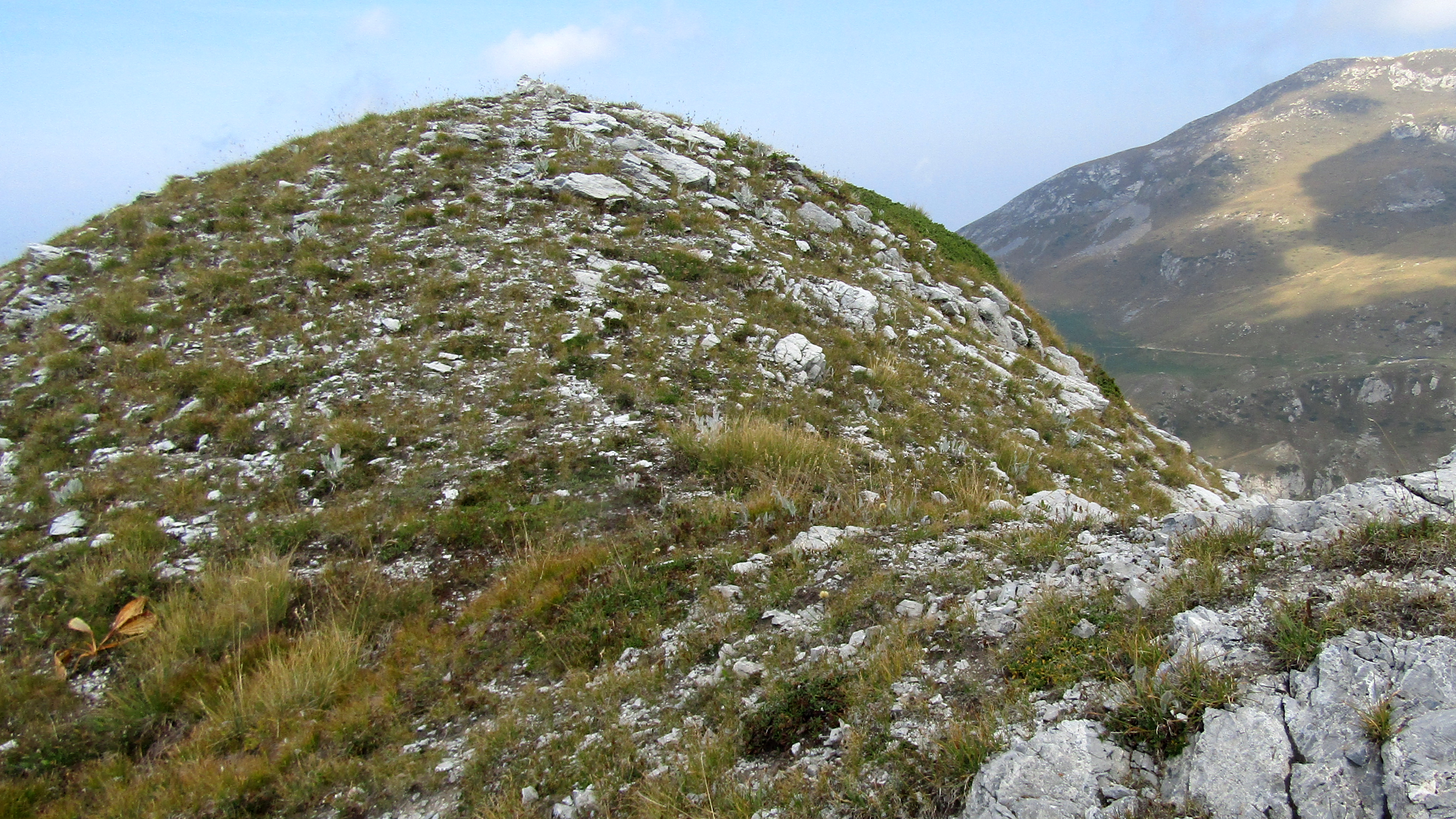
La cupola sommitale della montagna

### Accesso estivo
Si può salire al Monte Castello percorrendo, fuori sentiero, il ripido crinale che lo collega alla Colla Rossa, che a sua volta è raggiungibile per sentiero da Pian Marchisio.

### Punti d'appoggio
- Havis De Giorgio, in valle Ellero.
- Rifugio Balma, sullo spartiacque val Maudagna/val Corsaglia.